# 関門海峡フェリー
関門海峡フェリー（かんもんかいきょうフェリー）は、かつて関門海峡を通り山口県下関市と福岡県北九州市小倉北区を結ぶフェリーを運航していた海運会社。SHKライングループ。

## 概要
関門海峡フェリー株式会社は、海運業のほかに、乗船・下船を行っている両港のターミナルで食堂の経営、損害保険代理業や車輌のリース業も行っていた。
海運業においてはフェリーのほかに、不定期に関門海峡クルーズなどの企画運航を行っていた。
2000年代に入り、原油価格上昇による経費増や関門橋の通行料金値下げなどによるフェリーの利用台数減を受けて経営合理化を進めたが、2010年（平成22年）度のフェリー利用台数がピーク時の4割以下の16万8千台にまで落ち込み、2011年（平成23年）11月30日をもってフェリーの運航を休止した。

## 関連年表
- 1950年（昭和25年）8月1日 - 日本自動車航送が下関 - 門司間に自動車航送船の運航を開始。
- 1958年（昭和33年）3月9日 - 関門トンネル開通。同年内に日本自動車航送は自動車航送船航路を廃止。
- 1964年（昭和39年）11月1日 - 関門連絡船廃止。
- 1970年（昭和45年）12月26日 - 関九フェリー設立[3]。
- 1971年（昭和46年）8月2日 - 「フェリー満珠」「フェリー干珠」により運航開始。
- 1973年（昭和48年）11月14日  - 関門橋が開通。
- 1975年（昭和50年）9月30日 - 荒田港への新たなアクセス道路となる彦島道路（有料）が開通。
- 1976年（昭和51年）8月24日 - 山九渡船が設立される[1][2][3]。同年内に関九フェリーから事業を引き継ぐ。
- 1990年（平成2年）度 - 関門海峡フェリーの利用台数が年間43万台にのぼり、ピークとなる[2]。
- 1992年（平成4年）4月1日 - 関門海峡フェリーに改称。
- 2005年（平成17年）10月 - 荒田港のアクセス道路の1つである彦島道路が無料開放され、利便性が向上。
- 2007年（平成19年）
  - 3月 - 「フェリーはやとも」が機関故障を起こし、「フェリーふく彦」の1隻のみでの運航となった。このため従来の平日20分間隔の運航が不可能になり、全日で40分間隔の運航となった（平日は6時台から、休日は8時台からの運航）。
  - 5月末 - 「フェリーはやとも」のリース契約を解除し、退役。
- 2009年（平成21年）5月13日 - 麻生内閣の「生活対策」により、関門橋でETC特別区間割引が開始[4]。
- 2011年（平成23年）
  - 8月1日 - 関門橋の通行料金が大幅値下げ[5]。
  - 11月30日 - この日限りでフェリーの運航を休止[2][6]。
- 2014年（平成26年）2月24日 - 特別清算手続の終結により法人格が消滅[7]。

## 航路

### 関門海峡フェリー
航路休止時点の運航状況を示す。
- 山口県下関市彦島・荒田港（北緯33度55分35.3秒 東経130度53分57.3秒 / 北緯33.926472度 東経130.899250度）～福岡県北九州市小倉北区・日明港（北緯33度54分25.6秒 東経130度52分48.8秒 / 北緯33.907111度 東経130.880222度）
  - 所要時間13分、40分間隔で運航。
  - 就航船舶　「フェリーふく彦」
  - 下関IC付近を通行しなくてはいけない関門トンネル、関門橋に対してバイパス的な存在となっていた。特に、彦島地区から九州方面への利用が多かった。
  - 車両制限が重量60t未満、高さ4.4m未満、幅4.2m未満と比較的緩く、超大型車両や危険物搭載車両など関門国道トンネルや関門橋を通行できない車両の利用が多かった。

## 船舶
- フェリー干珠[8]

三菱重工業下関造船所建造、1963年6月竣工、1972年就航（買船）、もと淡路フェリーボート「路潮丸」
330.83総トン、全長54.31m、型幅9.00m、型深さ3.20m、ディーゼル2基、機関出力1,100ps、航海速力12.5ノット
旅客定員350名、大型バス6台・乗用車6台
1975年、協力産業に売船、「第八まごめ丸」に改名、1985年日本船舶明細書より削除
- フェリー満珠[8]

三菱重工業下関造船所建造、1963年6月竣工、1972年就航（買船）、もと淡路フェリーボート「淡潮丸」
330.83総トン、全長54.31m、型幅9.00m、型深さ3.22m、ディーゼル2基、機関出力1,100ps、航海速力12.5ノット
旅客定員350名、大型バス6台・乗用車6台
1974年、天草商船に売船、1976年フィリピンに売船
- フェリーがんりゅう[8]

三菱重工業下関造船所建造、1964年6月竣工、1972年7月就航（買船）、もと淡路フェリーボート「晴潮丸」
347.2総トン、全長54.31m、型幅9m、型深さ3.2m、ディーゼル2基、機関出力1,100ps、航海速力12.5ノット
旅客定員350名、乗用車21台
1977年フィリピンに売船
- フェリーちくぜん[9]

安芸工業所建造、1972年8月竣工、両頭船
499.81総トン、全長54.50m、型幅14.00m、型深さ3.60m、ディーゼル2基、機関出力2,000ps、航海速力11.5ノット
旅客定員400名、大型車12台・普通車12台
2001年日本船舶明細書より削除
- フェリー第一長州[10]

桑田船渠建造、1974年10月竣工、両頭船
487.67総トン、全長54.50m、型幅12.00m、型深さ3.60m、ディーゼル2基、機関出力2,000ps、航海速力11.0ノット
旅客定員92名、大型車12台・小型車12台
1997年インドネシアに売船
- フェリーふく彦[11]

旭洋造船建造、1995年10月26日竣工、両頭船
680総トン、全長55.53m、型幅12.00m、型深さ3.70m、ディーゼル2基、機関出力1,700ps、航海速力8.00ノット
旅客定員250名、トラック11台・乗用車16台
航路休止まで就航
- フェリーはやとも[8]

藤原造船所建造、1988年11月竣工、1999年8月9日就航（買船）、もと協和汽船「第十おおしま」、両頭船
674総トン、全長56.6m、型幅12.8m、型深さ3.82m、ディーゼル2基、機関出力2,000ps、航海速力10ノット
旅客定員350名、トラック12台・乗用車12台
2007年フィリピンに売船